# Zendmast bij het Paardenveld
De zendmast bij het Paardenveld in het Nederlandse IJsselstein was van 1950 tot 1962 een tijdelijke en experimentele televisiezendmast.
De bouw van de zendmast (die meestal tv-zendmast Lopik werd genoemd) startte in 1950, een periode waarin de televisie zijn intrede deed in Nederland. Vanaf het voetstuk was hij opgebouwd uit zo'n 200 meter aan stalen vakwerkelelementen met daarop nog een antennedeel van 20 meter hoogte. De constructie, gebouwd door de Duitse firma Krupp Stahlbau Rheinhausen, was verder voorzien van onder meer een lift voor twee personen, en op circa 150 meter hoogte een reportagecabine. Deze was ingericht met apparatuur voor straalverbindingen. Vanwege ruimtegebrek werden later nog twee etages boven op de cabine geplaatst.
De PTT kreeg de vlinderantenne en de zendapparatuur in bruikleen van de Philips Telecommunicatie Industrie (PTI) te Hilversum. De betonconstructie werd uitgevoerd door aannemersbedrijf J.P. van Eesteren uit Rotterdam. De mast werd aan drie kanten overeind gehouden door middel van tuidraden. Deze werden op de grond verankerd aan tuiblokken van gewapend beton die op 140 meter van de mast waren gebouwd. Naast de mast stond een gebouwtje van de PTT waarin de technische apparatuur was ondergebracht.
Destijds was de zendmast de hoogste constructie in Nederland. Hij is in 1951 in gebruik genomen en hij had in theorie een zendbereik van 65 kilometer zodat steden als Amsterdam, Rotterdam, Utrecht en Den Haag binnen het bereik vielen. In de praktijk kon men binnen een straal van ongeveer 90 kilometer rond de mast de televisiebeelden redelijk goed ontvangen.
Na de experimentele periode van ruim twee jaar werden zendapparatuur en mast in januari 1954 door Philips en de PTT overgedragen aan de Nozema. De PTT bleef daarna verantwoordelijk voor de bediening en het onderhoud.
In de jaren vijftig maakte de televisie een snelle opmars. De zendmast was hier onvoldoende voor toegerust. In 1958 werd daarom in de omgeving begonnen met de bouw van de Gerbrandytoren. Nadat deze veel hogere zendmast in 1961 in gebruik werd gesteld, werd de experimentele zendmast een jaar later neergehaald. Een tuiblok als ankerpunt voor de tuidraden bleef gespaard en bevindt zich bij de rotonde van de Beneluxweg met de Baronieweg. Het is omgevormd naar kunstwerk en gewaardeerd als gemeentelijk monument

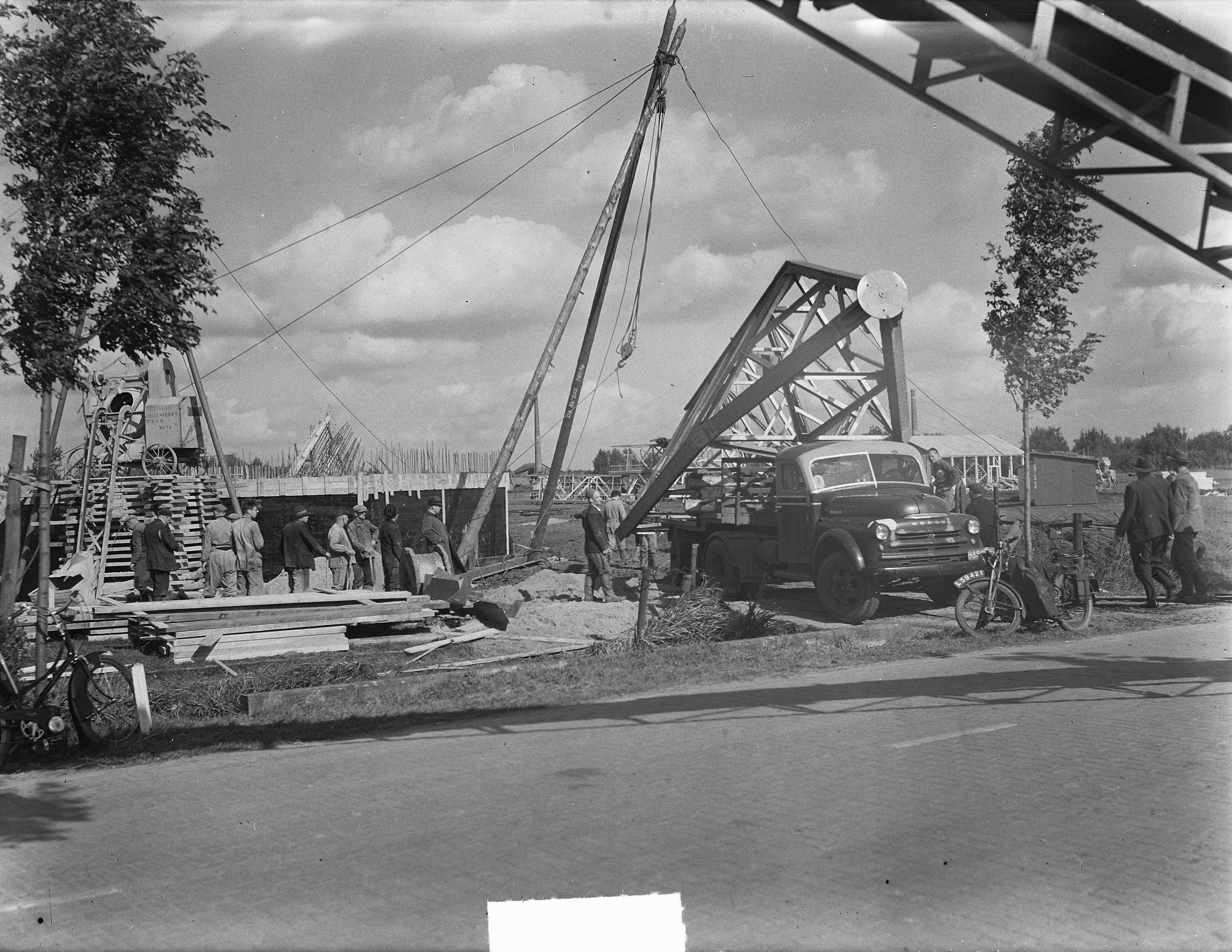
De bouw
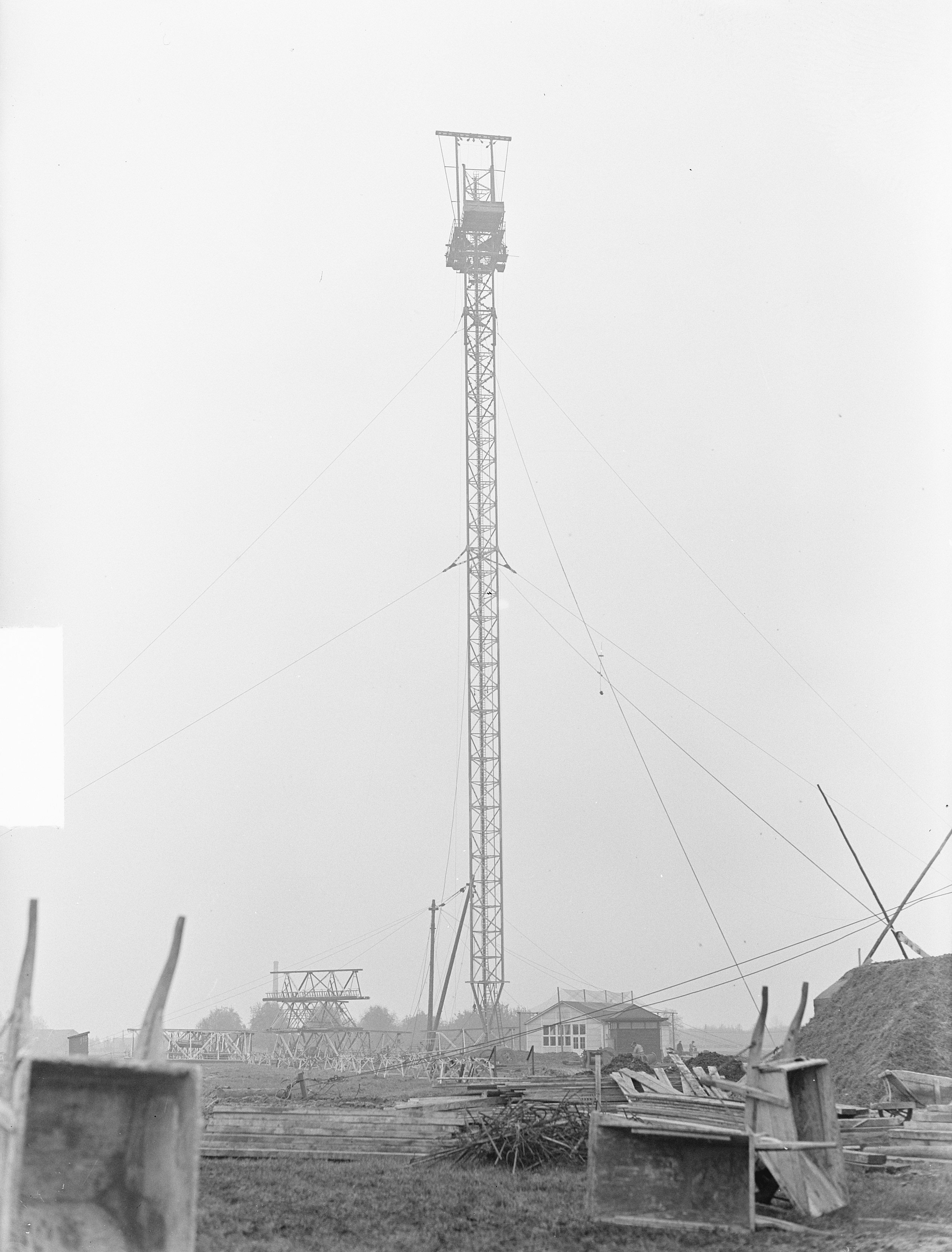
De opbouw
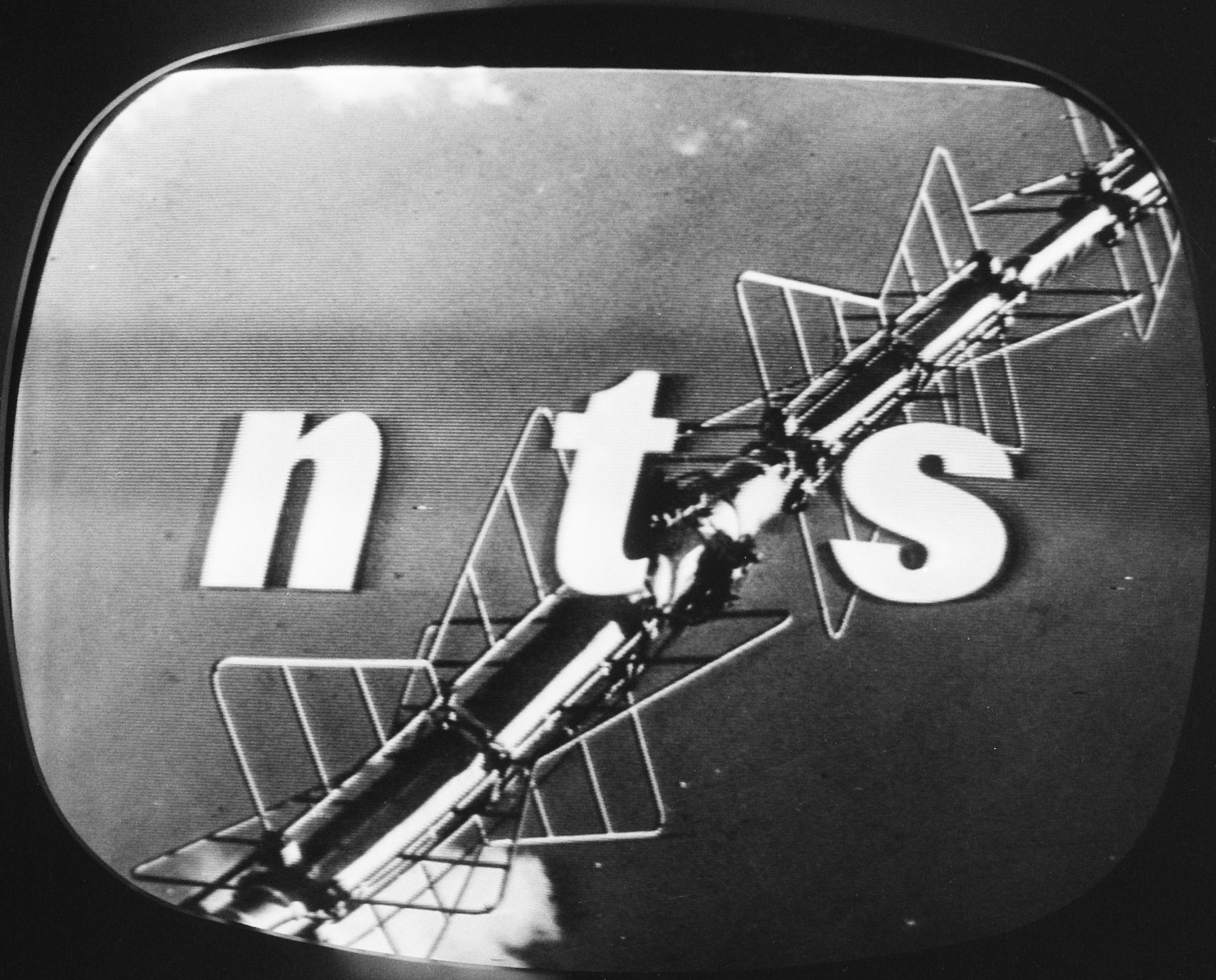
De vlinderantenne
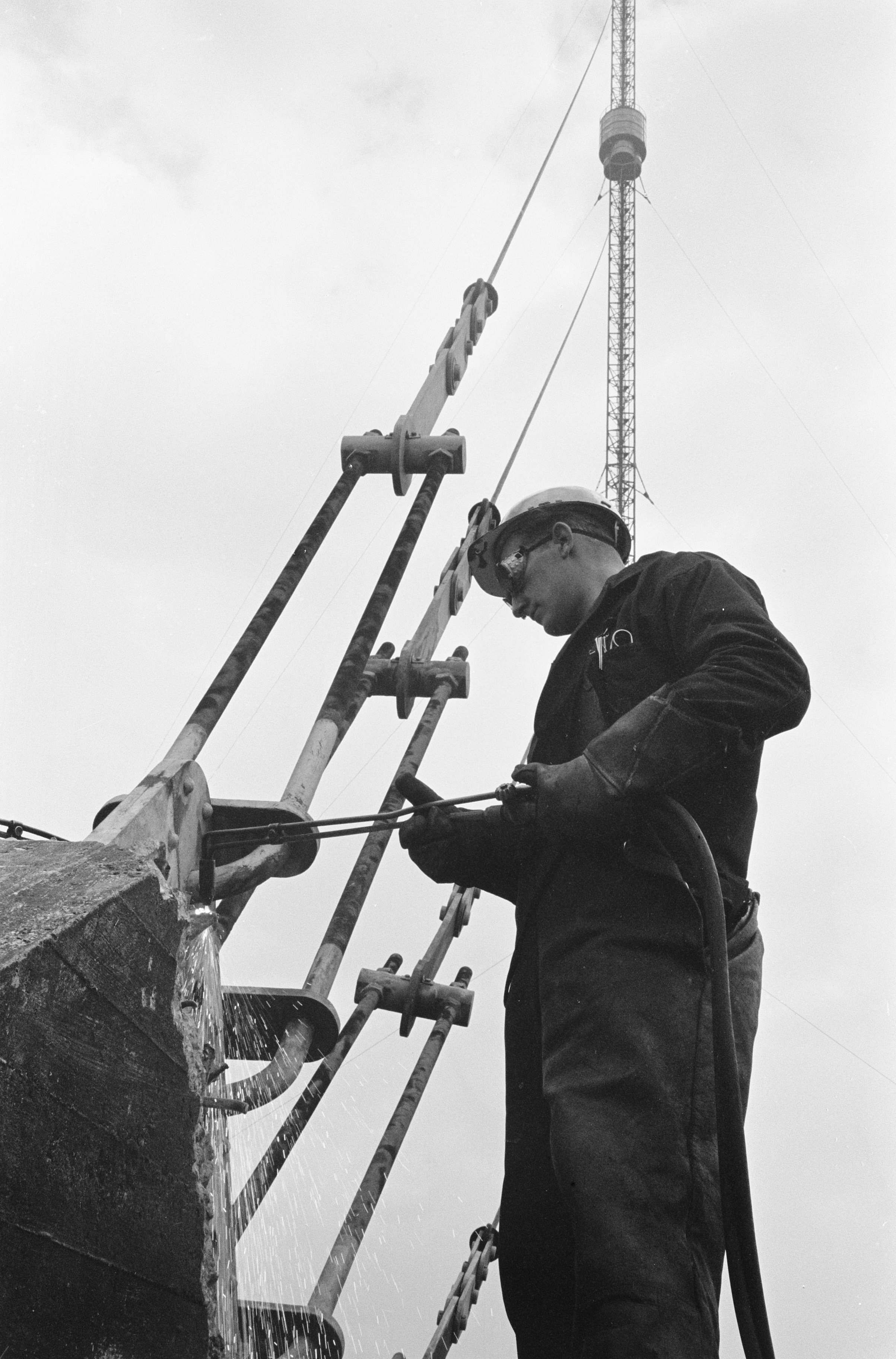
De sloop